# Delaware (Ohio)
Delaware is een plaats (city) in het midden van de Amerikaanse staat Ohio, en valt bestuurlijk gezien onder Delaware County. De stad werd in 1808 gesticht op de locatie waar voorheen een dorp was van de Lenni-Lenape, door Europeanen "Delawares" genoemd. In Delaware is sinds 1842 de Universiteit van Wesleyan gevestigd.

## Demografie
Bij de volkstelling in 2000 werd het aantal inwoners vastgesteld op 25.243.
In 2006 is het aantal inwoners door het United States Census Bureau geschat op 32.100, een stijging van 6857 (27.2%).

## Geografie
Volgens het United States Census Bureau beslaat de plaats een oppervlakte van
39,1 km², waarvan 38,8 km² land en 0,3 km² water. Delaware ligt op ongeveer 255 meter boven zeeniveau.

## Plaatsen in de nabije omgeving
De onderstaande figuur toont nabijgelegen plaatsen in een straal van 20 km rond Delaware.

## Geboren
- Rutherford B. Hayes (1822-1893), 19e president van de Verenigde Staten (1877-1881) en gouverneur van Ohio (1868-1872, 1876-1877)
- Frank Sherwood Rowland (1927-2012), chemicus en Nobelprijswinnaar (1995)